# Guerras párticas
Las guerras párticas son una serie de campañas que llevaron a cabo los imperios de Partia y de Roma entre sí por el control de Oriente Próximo. Entre estas guerras hubo extensos periodos de paz y treguas. Aunque las guerras fueron varias, seguían usualmente el mismo plan táctico: una gran ofensiva persa llegaba a ocupar las provincias romanas de Siria y Armenia; luego venía el contraataque romano con fuerzas de refuerzo que recuperaban las provincias y ocupaban la Mesopotamia. Por último, habitualmente seguía una ofensiva parta que obligaba a los romanos a evacuar los territorios conquistados, lo que dejaba la situación igual que al momento de iniciarse la guerra.
Las principales campañas sucedieron con Marco Antonio, Nerón, Trajano, Marco Aurelio y Septimio Severo. Se desarrollaron entre los años 53 a. C. y 218, terminando con la caída de la dinastía arsácida ante los sasánidas.
Desde Carras los romanos y partos se enfrentaron por la posesión de Armenia, Siria y Mesopotamia. Debe tenerse en cuenta que desde el fin de la tercera guerra mitridática y la campaña siria de Cneo Pompeyo Magno Judea y Siria habían pasado a ser una provincia romana mientras que la mayor parte de Mesopotamia estaba en manos párticas.
El objetivo primordial que movilizó al Imperio romano fue la necesidad de mantener libre la denominada ruta de la India, de donde obtenía gran provisión de especias, perfumes, objetos de valor y animales exóticos.

## La campaña de Craso (53a.C.)
En 53 a. C., Craso emprendió la invasión de Mesopotamia, con resultado catastrófico; en la batalla de Carras, Craso y su hijo Publio fueron derrotados y muertos por un ejército parto mandado por el general Surena. El grueso de sus fuerzas fue muerto o capturado; de los cuarenta y dos mil hombres, la mitad murió, una cuarta parte volvió a Siria, y el resto permaneció como prisioneros de guerra. Roma fue humillada por esta derrota, y para empeorar la situación, los partos capturaron varias águilas legionarias. La batalla de Carras fue una de las mayores batallas entre romanos y partos.

## La campaña de Marco Antonio (40-33a.C.)
En el año 40 a. C. los romanos se encontraban al borde de una nueva guerra civil. El asesinato de Julio César ocurrido cuatro años antes motivó que sus más leales seguidores, Octavio y Marco Antonio se decidieran a perseguir a los asesinos (junto con otro cesariano, Marco Emilio Lépido, con quien se formó el Segundo Triunvirato). Una vez lograron la venganza, y expulsado Lépido de la política romana, ambos se dividieron el territorio de la república romana: Antonio obtuvo los territorios orientales y Octavio, los occidentales. De inmediato empezaron las rivalidades entre ambos mientras eliminaban a los últimos rebeldes e iniciaban una serie de campañas de expansión en busca de mayor poder para eliminarse entre sí; de esa manera, Antonio decidió expandir su territorio hacia el este, a Partia. Necesitado de recursos económicos, el general entabló una relación con la rica faraona de Egipto, Cleopatra.
En tanto que en la capital parta, Ctesifonte, el hijo de Tito Labieno, Quinto Labieno, que huyó al exilio, convenció al rey persa Orodes II de invadir territorio romano. Al mando de esta invasión estarían el hijo y sucesor del rey, el príncipe Pacoro I y el propio Quinto Labieno. Ese año, al mando de cuarenta mil soldados (en su mayoría jinetes) invadieron Siria y el Asia Menor romanas y llegaron a Judea. Los reyes sirios y los judíos los recibieron como libertadores del yugo romano. 
En el año 39 a. C., Marco Antonio envió un ejército al mando de Publio Ventidio, quien recuperó Anatolia, venciendo en las Puertas Cilicias y Monte Amano. Al año siguiente, avanzó sobre Siria, que reconquistó tras la batalla de Gindaros. 
Durante el 37 a. C., Marco Antonio llegó a Egipto, donde se alió con Cleopatra. Al año siguiente, avanzó con ciento veinte mil hombres contra los partos. Marchó a Armenia, pero cuando abandonó ese país lo dejó desguarnecido, por lo que el rey se rebeló, cortando sus suministros. Llegó al Ponto, donde el rey Polemón I le dio apoyo, pero el romano, para asegurarse su lealtad, dejó diez mil soldados en el reino. Las fuerzas romanas avanzaron por el Tigris, hacia la capital persa, Ctesifonte, pero los persas cortaron sus suministros y, cuando los romanos cruzaban el río Arasse, fueron atacados por el rey parto Fraates IV con veinte mil infantes y cuatro mil jinetes; en el choque perecieron ocho mil romanos. En la campaña los romanos perdieron treinta mil hombres.
En el 35 a. C., Marco Antonio marchó con cien mil hombres contra Artavasdes II, el rey que le había traicionado en la campaña pasada. El rey fue vencido, arrestado, y llevado a la ciudad de Alejandría, donde el general romano celebró su triunfo, en el que se ejecutó al rey (34 a. C.). Sin rey en el trono armenio, país entre Roma y Partia, los romanos pusieron en el trono a Artaxas II, que les dio su apoyo para que avanzaran por el Tigris entre 34 a. C. y 33 a. C.; aunque alcanzaron el interior de Persia, al cabo de un tiempo tuvieron que retroceder por falta de provisiones.

## Guerra de Armenia (54-63d.C.)
En el 54 d. C., el rey armenio murió, y Tigranes VI, apoyado por Roma, y Tiridates I, por Partia, se disputaron el trono. Los dos imperios enviaron ejércitos al país para imponer a su candidato. En el 55 d C., los partos al mando del general Vardane ocuparon Armenia e impusieron a su aliado.
Entre 56 d. C. y 57 d. C. los romanos fortalecieron sus posiciones en Galacia y Capadocia para rechazar los ataques partos. En el 58, tras someter una revuelta en Hircania, los romanos con un ejército de siete legiones —cien mil hombres— al mando de Cneo Domicio Corbulón atacaron Armenia y ocuparon Artaxata, obligando a Tiridates a huir a Persia; en el 59 d. C. marcharon contra Tigranocerta, capital armenia; ante la ciudad fueron emboscados por maadis, íberos, hircanios, armenios y partos en el lago de Van, rodeado de montañas y bosques, pero aun así los romanos los vencieron. 
En el 60 d. C., Tiridates invadió Armenia con un nuevo ejército junto a Atropatene. Para el año siguiente Adiabene, un reino menor vasallo de los armenios estaba bajo poder parto; entonces Nerón mandó al cónsul Lucio Junio Cesenio Peto. Ante la situación que se complicaba, los romanos prepararon una campaña final con toda su fuerza. 
En el 62 se mandó a Peto con dos legiones; este cruzó el Éufrates, pero los persas tomaron Tigranocerta, cortándole la retirada. Amenazado y superado en número, se refugió en la ciudad de Rhandeia, donde lo sitiaron y obligaron a rendirse; los romanos perdieron en esta campaña gran parte de sus fuerzas. En el 63, Corbulón se hallaba cerca del Éufrates con cerca de cincuenta mil hombres, pero prefirió negociar, dejando a Tiridates como rey armenio aliado de los romanos.

## Campaña de Trajano (114-117d.C.)
El emperador Trajano formó un ejército de catorce legiones (ciento ochenta mil hombres), tomó Seleucia del Seleucia en 114, Nisibis y Singara en 115, y Ctesifonte en 116, pero una rebelión judía lo obligó a retroceder. 

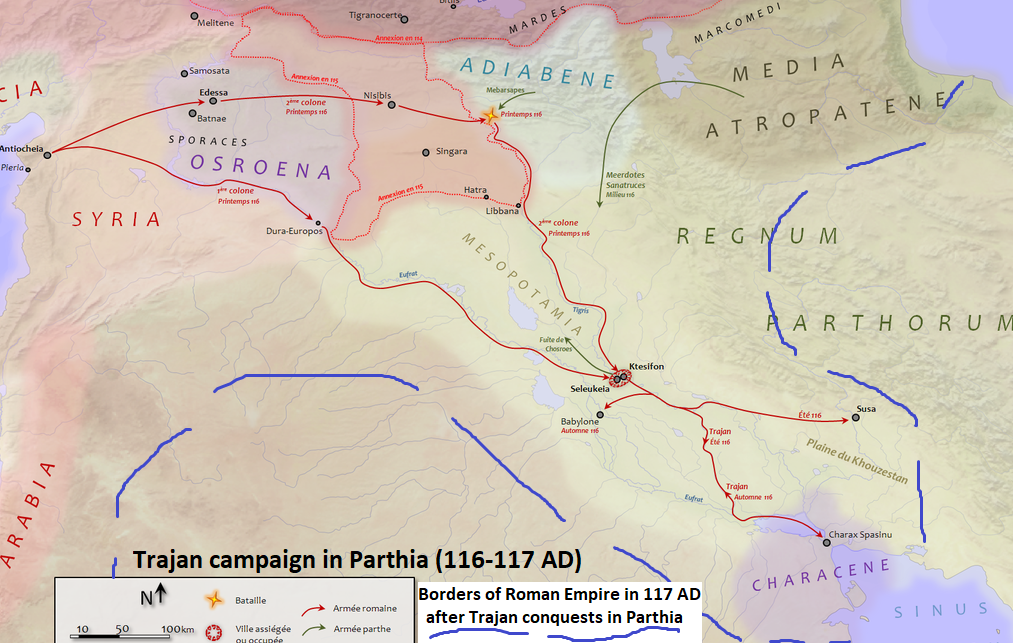
La Campaña parta de 116-117.

En detalle, durante la primavera de 116, Trajano dejó Antioquía a la cabeza de su ejército, que dividió en dos columnas. Uno, que dirigía personalmente, llegó al menos hasta Nisibis, al marchar por la orilla izquierda del Tigris, usando botes remolcados desde la orilla para transportar sus pertrechos e invadió Adiabene y la parte occidental de Atropatene, mientras que la otra columna siguió el valle del Éufrates e invadió la baja Mesopotamia. Las dos columnas avanzaron sin encontrar resistencia, a excepción de algunos enfrentamientos durante el cruce del Tigris contra las tropas del Rey Mebarsapes, y cruzaron su curso a las puertas de Ctesifonte y Seleucia del Tigris que fueron ocupadas. Osroes I, rey de los partos, huyó ante la proximidad de Trajano y se refugió con su hermano Mitrídates, pero una de sus hijas fue capturada y enviada a Roma. La victoria en Adiabene y la toma de la capital parta le valieron a Trajano su aclamación duodécima y decimotercera como "Imperator".
En el verano de 116, Trajano continuó su viaje hacia el sur y obtuvo la sumisión de Attambélos V, rey de Mesene, quien se convirtió en cliente de Roma, y del reino de Caracene. Recibido por el rey de Caracene, el pro-romano Attambelos VII, se quedó por un tiempo en Alejandría de Susiana a finales del verano, una ciudad portuaria ubicada cerca de la confluencia del Tigris y el Éufrates. Según una leyenda, Trajano, al asistir a la partida de buques mercantes hacia la India, habría lamentado no haber sido tan joven como Alejandro Magno para seguir conquistando hasta la India. Además, a su regreso del Golfo Pérsico Dion Casio dice que Trajano se habría detenido en Babilonia para visitar la casa donde falleció Alejandro Magno y ofrecer un sacrificio.
En el este, las tropas romanas llegaron a la llanura de Juzestan y ocuparon Susa (la capital invernal de los monarcas partos) y alrededores en los montes Zagros. Trajano marchó más al este que cualquier otro emperador romano anterior a él y llevó al Imperio a su máxima extensión.
Tras su muerte, Adriano, aunque rechazó la ofensiva parta y saqueó Ctesifonte en 117, decidió evacuar el territorio para lograr la paz y tener así mayor seguridad a la hora de afrontar la insurrección hebrea.
Asegurar esta ruta, asimismo, permitía extender la hegemonía romana en la zona aledaña al Mediterráneo, controlando el comercio y evitando el avance de los pueblos situados más al este, como el Imperio parto, que periódicamente se lanzaba sobre las precarias posiciones romanas al norte de la Mesopotamia, produciendo rápidos avances que en los posteriores contraataques romanos hacían pendular constantemente las posesiones entre una y otra parte.

## Campaña de Lucio Vero y Marco Aurelio (161-166d.C.)
En el año 161 el trono armenio no tenía dueño: los romanos apoyaban a Sohaemus y los partos, a Pacoro. Para imponer a su pretendiente, el Imperio parto despachó un ejército al mando del general Osroe o Osrow, quien venció al gobernador romano Marco Sedacio Severiano y sus dos legiones en la batalla de Elegeia (Alto Éufrates). Luego los partos tomaron Antioquía, pasando a dominar Siria y Armenia.
Todo el año 162 los romanos al mando del coemperador Lucio Vero y varios generales como Gayo Avidio Casio, Publio Marcio Vero, Marco Claudio Frontón y Marco Estacio Prisco Licinio Italico formaron en Anatolia un ejército de dieciséis legiones, doscientos mil hombres. Al año siguiente, los romanos de Prisco atacaron Armenia y tomaron su capital, Artaxata.
En 164 los romanos se prepararon para atacar Mesopotamia; los partos, sabiendo que podían quedar atrapados en la Siria romana, la abandonaron y cruzaron el Éufrates. Tras recuperar relativamente fácilmente Siria, los romanos atacaron Mesopotamia en el 165; tomaron Dausara, Edesa, Carras y Nisibis, y vencieron en las batallas de Sura, Nichephorium y Dura Europos. Luego cruzaron el Éufrates por Seleucia, que saquearon, al igual que Osroene y Ctesifonte, la capital parta.
En 166 cruzaron el Tigris y entraron en Media; el futuro de los partos parecía oscuro cuando la peste aquejó a los romanos, que tuvieron que retroceder, aunque conservaron Mesopotamia. Se derrocó a Pacoro y se impuso a Soemo como rey armenio.

## Campaña de Septimio Severo (195-197d.C.)
Tras la muerte de Cómodo, el imperio entró en guerra civil entre los distintos pretendientes al trono, de los que el más fuerte era Septimio Severo, quien eliminó a su rival oriental Pescenio Níger en 194 en Issos; tras esto, al año siguiente, los partos de Vologases V y el rey de Osroene, Abgae VIII, invadieron la Siria romana. Cruzaron el Éufrates y tomaron Zeugma, Nisibis y Antioquía. La respuesta romana no se hizo esperar: en 196 los romanos atacaron y recuperaron Siria y Mesopotamia, menos Osroene. El ejército romano contaba con entre nueve y once legiones, ciento cincuenta mil hombres en total.
Tras una nueva ofensiva persa y una nueva campaña contra sus rivales en el oeste, Severo volvió a Oriente en 197 con una flota, recorrió el Éufrates, tomó Dura Europos, Seleucia, Babilonia y Ctesifonte (a cien mil de sus habitantes los esclavizó). En 198 llegó al Tigris y sitió Hatra sin éxito; tras esto se retiró, conservando Mesopotamia.

## Campañas de Caracalla (216-217)
El emperador Caracalla emprendió una última guerra contra los partos. Llegó a Arbela en 216. Después de su asesinato, su sucesor Macrino libró una batalla sin claro vencedor contra los partos en Nisibis.